# Manuel Durand
Manuel Durand, es un actor de teatro y comediante francés.

## Biografía
Se entrenó en el "l’Ecole Régionale d’Acteurs de Cannes".

## Carrera
Es director artístico de "La Compagnie Pour Le Dire".
Manuel ha aparecido en varias obras de teatro entre ellas:  Les Mains sales, Le Voyageur sans bagage, Doña Rosita, Le Bourgeois gentilhomme, Un autre songe d'une nuit d'été, De mes propres mains, Un fil à la patte, Murder, La Terrible Voix, La Fleur de l'âge, entre otras...
Como autor ha participado en Jules Renard-Journal, Jules Renard/Jean-Michel Ribes, Les Pins galants, Les Grands Travaux, Mais où est donc passé Nithard? y en À quand la mer?.

## Filmografía

### Teatro
| Año  | Título                                 | Personaje | Director         | Teatro                 | Notas |
| ---- | -------------------------------------- | --------- | ---------------- | ---------------------- | ----- |
| 2016 | A quand la mer?                        | -         | -                | Théâtre de l'Opprimé   | -     |
| 2015 | Moins deux                             | -         | -                | Théâtre Hébertot       | -     |
| 2014 | Jules César d'après une histoire vraie | -         | Marion Lécrivain | Théâtre de Lalogeparis | -     |
| 2014 | Mais où est donc passé Nithard?        | -         | Corinne Benizio  | -                      | -     |

### Autor
| Año  | Título          | Notas |
| ---- | --------------- | ----- |
| 2016 | A quand la mer? | -     |